# Allons à Lafayette

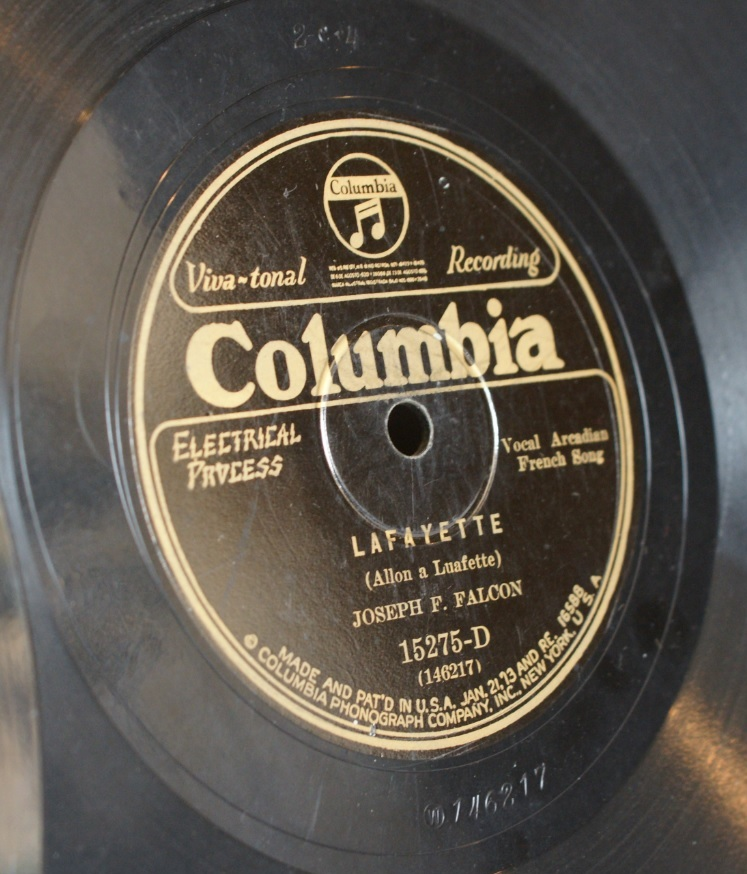
78 tours de Lafayette, Columbia Records.

Lafayette, plus connue sous le titre Allons  à Lafayette, est une chanson enregistrée par Joe Falcon et Cléoma Breaux en 1928. Il s'agit du premier enregistrement commercial de musique cadienne.

## Description
La chanson est interprétée au chant et à l'accordéon par Joe Falcon accompagné à la guitare rythmique par son épouse Cléoma Breaux. Elle s'inspire d'un titre plus ancien du registre de la musique cadienne, Jeunes Gens de la campagne,.
Dans le texte en Français louisianais, le chanteur, un amant désemparé, propose à une jeune femme de se rendre à Lafayette (Louisiane) et d'y changer son nom en « Madame Canaille Cormeaux ».

## Enregistrement
Dans les années 1920, les premières majors du Nord des États-Unis commencent à réaliser le potentiel commercial régional de la musique populaire du Sud. Les studios d'enregistrements étant alors situés dans le Nord, les labels envoient vers le Sud des studios mobiles à la recherche de nouveaux talents à enregistrer. Ayant appris la tenue d'une audition pour un enregistrement de ce type à La Nouvelle-Orléans, un passionné de musique cajun, George Burr, y emmène Joe Falcon et Cléoma Breaux. Les cadres de Columbia records, plus habitués à avoir affaire à des orchestres plutôt qu'à un duo dont chaque membre joue d'un instrument se montrent initialement réticents, mais Burr les convainc d'écouter le couple en promettant d'acheter 500 exemplaires du futur disque qu'il se fait fort d'écouler facilement dans son commerce. L'audition est concluante, et le 27 avril 1928 sont enregistrés les deux titres du premier enregistrement commercial de musique cadienne, en Face A The Walz That Carried Me To My Grave et en Face B Lafayette, chanson bientôt plus connue sous le titre Allons à Lafayette,.

## Réception
Le single obtient un grand succès, avec des ventes importantes dans le sud-ouest de la Louisiane et dans l'est du Texas, dopées par les achats de multiples exemplaires par des Cadiens en raison de la faible qualité du support qui se dégrade au fur et à mesure des écoutes. 
Le succès du disque valide le potentiel commercial de cette musique dans la niche de marché spécifique des régions cadiennes. Il ouvre la voie à la sortie de nouveaux titres de musique cadienne par des artistes tels qu'Amédé Ardoin, les frères Breaux (frères de Cléoma Breaux), Dennis McGee, Leo Soileau (en).
Lafayette profite également à ses interprètes. Joe Falcone peut quitter son travail à la ferme pour une carrière de musicien professionnel. Il vit de concerts donnés dans le pays cadien et l'Est du Texas, et d'autres enregistrements pour Columbia, Decca, Nluebird et Okeh Records. Cléoma Breaux continue de l'accompagner à la guitare, et enregistre d'autres titres qui deviennent des standards, notamment Ma blonde est partie et Mon cœur t'appelle.
Les artistes cadiens dont les prestations sont enregistrées accèdent alors à un niveau de popularité jusqu'ici sans précédent.

## Postérité
Allons  à Lafayette devient rapidement un classique du répertoire de la musique cadienne. La chanson a été reprise par de nombreux musiciens tels que Jimmy C. Newman, le groupe BeauSoleil, ou Hunter Hayes.
La chanson a été sélectionnée pour l'ouvrage de référence 1001 Songs: You Must Hear Before You Die. En 2007, elle a été inscrite dans le National Recording Registry de la Bibliothèque du Congrès. En 2013, elle a reçu un Grammy Hall of Fame Award.